# Kustycze (Białoruś)
Kustycze (biał. Кусцічы, Kusciczy; ros. Кустичи, Kusticzi) – wieś na Białorusi, w obwodzie brzeskim, w rejonie kamienieckim, w sielsowiecie Ratajczyce, przy drodze republikańskiej R85.
W pobliżu wsi znajdują się Rezerwat Biologiczny Trościanica oraz Rezerwat Krajobrazowy Orachawa.

## Historia
W XIX i w początkach XX w. położone były w Rosji, w guberni grodzieńskiej, w powiecie brzeskim, w gminie Ratajczyce.
W dwudziestoleciu międzywojennym leżały w Polsce, w województwie poleskim, w powiecie brzeskim, w gminie Ratajczyce. W 1921 miejscowość liczyła 222 mieszkańców, zamieszkałych w 43 budynkach, wyłącznie Polaków wyznania prawosławnego.
Po II wojnie światowej w granicach Związku Sowieckiego. Od 1991 w niepodległej Białorusi.